# Mikaela Wulff
Mikaela Wulff née le 24 avril 1990 à Helsinki en Uusimaa en Finlande, est une véliplanchiste finlandaise. Elle a remporté la médaille de bronze lors des Jeux olympiques d'été de 2012 à Londres dans l'épreuve du Elliott 6m avec ses compatriotes: Silja Kanerva et Silja Lehtinen.

## Palmarès

### Jeux olympiques
- Médaille de bronze en Elliott 6m en 2012 avec Silja Kanerva et Silja Lehtinen[2].